# Джейні Ваґстафф
Джейні Ваґстафф (англ. Janie Wagstaff, 22 липня 1974) — американська плавчиня.
Олімпійська чемпіонка 1992 року.
Чемпіонка світу з водних видів спорту 1991 року.
Переможниця Пантихоокеанського чемпіонату з плавання 1991 року.